# Championnat du monde féminin de hockey sur glace 2023
Navigation
Championnat du monde 2022 Championnat du monde 2024
Le Championnat du monde féminin de hockey sur glace 2023 est la vingt-quatrième édition de cette compétition organisée par la Fédération internationale de hockey sur glace (IIHF). Elle a lieu à Brampton au Canada.
Les divisions inférieures sont disputées indépendamment du groupe Élite.

## Format de la compétition
| Niveau         | Nombre d'équipes | Date                                         | Lieu     |
| -------------- | ---------------- | -------------------------------------------- | -------- |
| Division élite | 10               | du 5 au 16 avril 2023                        | Brampton |
| Division IA    | 6                | du 16 au 22 avril 2023 du 20 au 26 août 2023 | Shenzhen |
| Division IB    | 6                | du 17 au 23 avril 2023                       | Suwon    |
| Division IIA   | 6                | du 1er au 7 avril 2023                       | Mexico   |
| Division IIB   | 6                | du 20 au 26 février 2023                     | Le Cap   |
| Division IIIA  | 6                | du 3 au 9 avril 2023                         | Brașov   |
| Division IIIB  | 3                | du 26 au 31 mars 2023                        | Tnuvot   |

Le Championnat du monde féminin de hockey sur glace est un ensemble de plusieurs tournois regroupant les nations en fonction de leur niveau. Les meilleures équipes disputent le titre dans la Division Élite.
Les 10 équipes de la Division Élite sont réparties en deux groupes de 5 : les mieux classées dans le groupe A et les autres dans le groupe B. Chaque groupe est disputé sous la forme d'un championnat à matches simples. Les 5 équipes du groupe A sont qualifiés d'office pour les quarts de finale, de même que les 3 premiers du groupe B. Les deux derniers du groupe B sont relégués en division inférieure lors de l'édition 2024.
Pour les autres divisions, les équipes s’affrontent entre elles et, à l'issue de cette compétition, le premier est promu dans la division supérieure et le dernier est relégué dans la division inférieure, sauf en division III où il n'y a pas de relégation.
Lors des phases de poule, les points sont attribués ainsi :
- 3 points pour une victoire dans le temps réglementaire ;
- 2 points pour une victoire en prolongation ou aux tirs de fusillade ;
- 1 point pour une défaite en prolongation ou aux tirs de fusillade ;
- 0 point pour une défaite dans le temps réglementaire.

## Division Élite

### Nations participantes
- Allemagne
- Canada, pays hôte, tenant du titre
- États-Unis
- Finlande
- France, promu de la division IA
- Hongrie
- Japon
- Suède
- Suisse
- Tchéquie

### Officiels
24 officiels, arbitres et juges de lignes, participent à la compétition :
| Julia Kainberger Brandy Dewar Cianna Lieffers Elizabeth Mantha Shauna Neary Anniina Nurmi | Tijana Haack Agnese Kārkliņa Kelly Cooke Samantha Hiller Chelsea Rapin Amanda Tassoni |

| Jessica Chartrand Justine Todd Erin Zach Kamila Smetková Tiina Saarimäki Amy Lack | Zóra Gottlibet Magdalena Jonáková Anna Hammar Sarah Buckner Jennifer Cameron Erika Greenen |

### Tour préliminaire

#### Groupe A

##### Classement
| Clt   | Équipe     | PJ | V | VP | D | DP | BP | BC | Diff | Pts |
| ----- | ---------- | -- | - | -- | - | -- | -- | -- | ---- | --- |
| +001, | Canada T H | 4  | 3 | 1  | 0 | 0  | 18 | 4  | +18  | 11  |
| +002, | États-Unis | 4  | 3 | 0  | 0 | 1  | 25 | 8  | +17  | 10  |
| +003, | Tchéquie   | 4  | 1 | 1  | 2 | 0  | 10 | 14 | -4   | 5   |
| +004, | Suisse     | 4  | 0 | 1  | 2 | 1  | 7  | 21 | -14  | 3   |
| +005, | Japon      | 4  | 0 | 0  | 3 | 1  | 5  | 18 | -13  | 1   |

- en gras, qualifié pour les quarts de finale

##### Matches
| 5 avril | États-Unis | 7-1 (2-1, 2-0, 3-0) | Japon | CCA Centre 894 spectateurs |

| Feuille de match | Feuille de match | Feuille de match                               | Feuille de match             | Feuille de match                                                                                 |
| ---------------- | --- | ---------------------------------------------- | ---------------------------- | ------------------------------------------------------------------------------------------------ |
|                  | - Keller (Heise, Janecke) — 9 min 29 s Carpenter (Barnes, Knight) — 14 min 44 s (SN) Carpenter (Kessel, Knight) — 21 min 52 s Heise (Guilday, Harvey) — 22 min 43 s Bilka (Harvey, Winn) — 45 min 7 s Murphy — 54 min 16 s Knight (Winn, Carpenter) — 57 min 9 s | 0–1 1–1 2–1 3–1 4–1 5–1 6–1 7–1                | Toko (Koyama) — 8 min 14 s - | Arbitrage : Agnese Kārkliņa et Cianna Lieffers Juges de lignes : Tiina Saarimäki et Justine Todd |
| Frankel          | Gardiens | Masuhara (29 min 14 s) Kawaguchi (30 min 46 s) |                              | Arbitrage : Agnese Kārkliņa et Cianna Lieffers Juges de lignes : Tiina Saarimäki et Justine Todd |
| 4 min            | Pénalités | 4 min                                          |                              | Arbitrage : Agnese Kārkliņa et Cianna Lieffers Juges de lignes : Tiina Saarimäki et Justine Todd |
| 58               | Tirs | 13                                             |                              | Arbitrage : Agnese Kārkliņa et Cianna Lieffers Juges de lignes : Tiina Saarimäki et Justine Todd |

| 5 avril | Canada | 4-0 (2-0, 1-0, 1-0) | Suisse | CCA Centre 3 510 spectateurs |

| Feuille de match | Feuille de match | Feuille de match | Feuille de match | Feuille de match                                                                              |
| ---------------- | --- | ---------------- | ---------------- | --------------------------------------------------------------------------------------------- |
|                  | Spooner — 11 min 42 s Nurse (Ambrose, Fillier) — 14 min 27 s (SN) Johnston (Rattray, Spooner) — 21 min 44 s (SN) Fillier (Nurse) — 54 min 7 s | 1–0 2–0 3–0 4–0  |                  | Arbitrage : Anniina Nurmi et Amanda Tassoni Juges de lignes : Zóra Gottlibet et Erika Greenen |
| Desbiens         | Gardiens | Brändli          |                  | Arbitrage : Anniina Nurmi et Amanda Tassoni Juges de lignes : Zóra Gottlibet et Erika Greenen |
| 12 min           | Pénalités | 14 min           |                  | Arbitrage : Anniina Nurmi et Amanda Tassoni Juges de lignes : Zóra Gottlibet et Erika Greenen |
| 49               | Tirs | 12               |                  | Arbitrage : Anniina Nurmi et Amanda Tassoni Juges de lignes : Zóra Gottlibet et Erika Greenen |

| 6 avril | Japon | 1-2 (pr) (0-1, 0-0, 1-0, 0-1) | Tchéquie | CCA Centre 568 spectateurs |

| Feuille de match | Feuille de match               | Feuille de match | Feuille de match                                                                                   | Feuille de match                                                                        |
| ---------------- | ------------------------------ | ---------------- | -------------------------------------------------------------------------------------------------- | --------------------------------------------------------------------------------------- |
|                  | - Ukita (Toko) — 43 min 14 s - | 0-1 1-1 1-2      | Pejšová (Přibylová, Neubauerová) — 19 min 23 s - Mrázová (Neubauerová, Lásková) — 63 min 16 s (JS) | Arbitrage : Kelly Cooke et Chelsea Rapin Juges de lignes : Kamila Smetková et Erin Zach |
| Masuhara         | Gardiens                       | Škodová          | | Arbitrage : Kelly Cooke et Chelsea Rapin Juges de lignes : Kamila Smetková et Erin Zach |
| 2 min            | Pénalités                      | 2 min            | | Arbitrage : Kelly Cooke et Chelsea Rapin Juges de lignes : Kamila Smetková et Erin Zach |
| 17               | Tirs                           | 28               | | Arbitrage : Kelly Cooke et Chelsea Rapin Juges de lignes : Kamila Smetková et Erin Zach |

| 7 avril | Suisse | 1-9 (0-4, 0-2, 1-3) | États-Unis | CCA Centre 2 227 spectateurs |

| Feuille de match | Feuille de match                                | Feuille de match                        | Feuille de match | Feuille de match                                                                                        |
| ---------------- | ----------------------------------------------- | --------------------------------------- | --- | --- |
|                  | - Enzler (Müller, Stalder) — 50 min 27 s (SN) - | 0–1 0–2 0–3 0–4 0–5 0–6 0–7 1–7 1–8 1–9 | Murphy (Roque) — 7 s Harvey (Heise) — 15 min 19 s (SN) Bilka (Heise) — 15 min 42 s Gilmore (Hughes, Murphy) — 16 min 56 s Roque (Murphy) — 28 min 23 s Kessel (Heise, Barnes) — 38 min 4 s Harvey (Roque, Janecke) — 47 min 45 s (SN) - Barnes (Carpenter, Knight) — 55 min (SN) Hughes (Barnes, Roque) — 59 min 31 s | Arbitrage : Samantha Hiller et Julia Kainberger Juges de lignes : Jennifer Cameron et Jessica Chartrand |
| Maurer           | Gardiens                                        | Hensley                                 | | Arbitrage : Samantha Hiller et Julia Kainberger Juges de lignes : Jennifer Cameron et Jessica Chartrand |
| 10 min           | Pénalités                                       | 27 min                                  | | Arbitrage : Samantha Hiller et Julia Kainberger Juges de lignes : Jennifer Cameron et Jessica Chartrand |
| 54               | Tirs                                            | 10                                      | | Arbitrage : Samantha Hiller et Julia Kainberger Juges de lignes : Jennifer Cameron et Jessica Chartrand |

| 7 avril | Tchéquie | 1-5 (1-2, 0-1, 0-2) | Canada | CCA Centre 4 036 spectateurs |

| Feuille de match | Feuille de match           | Feuille de match        | Feuille de match | Feuille de match                                                                   |
| ---------------- | -------------------------- | ----------------------- | --- | ---------------------------------------------------------------------------------- |
|                  | - Mlýnková — 18 min 27 s - | 0–1 1–1 1–2 1–3 1–4 1–5 | Poulin (Turnbull, Jenner) — 8 min 3 s - Fast (Larocque, Turnbull) — 18 min 52 s Turnbull (Larocque, Clark) — 38 min 57 s Poulin (Jenner) — 42 min 16 s Stacey (Turnbull, Shelton) — 54 min 40 s | Arbitrage : Brandy Dewar et Brandy Dewar Juges de lignes : Anna Hammar et Amy Lack |
| Škodová          | Gardiens                   | Desbiens                | | Arbitrage : Brandy Dewar et Brandy Dewar Juges de lignes : Anna Hammar et Amy Lack |
| 12 min           | Pénalités                  | 10 min                  | | Arbitrage : Brandy Dewar et Brandy Dewar Juges de lignes : Anna Hammar et Amy Lack |
| 15               | Tirs                       | 42                      | | Arbitrage : Brandy Dewar et Brandy Dewar Juges de lignes : Anna Hammar et Amy Lack |

| 8 avril | Japon | 0-5 (0-2, 0-2, 0-1) | Canada | CCA Centre 3 755 spectateurs |

| Feuille de match                               | Feuille de match | Feuille de match    | Feuille de match | Feuille de match                                                                                   |
| ---------------------------------------------- | ---------------- | ------------------- | --- | -------------------------------------------------------------------------------------------------- |
|                                                |                  | 0–1 0–2 0–3 0–4 0–5 | Jenner (Poulin, Ambrose) — 3 min 56 s Fillier (Fast, Nurse) — 8 min 3 s Nurse (Ambrose, Poulin — 23 min 34 s (SN) Spooner (Rattray, Fillier) — 38 min 35 s Fillier (Serdachny, Turnbull) — 56 min 41 s | Arbitrage : Tijana Haack et Elizabeth Mantha Juges de lignes : Sarah Buckner et Magdalena Jonáková |
| Masuhara (28 min 48 s) Kawaguchi (31 min 12 s) | Gardiens         | Maschmeyer          | | Arbitrage : Tijana Haack et Elizabeth Mantha Juges de lignes : Sarah Buckner et Magdalena Jonáková |
| 4 min                                          | Pénalités        | 8 min               | | Arbitrage : Tijana Haack et Elizabeth Mantha Juges de lignes : Sarah Buckner et Magdalena Jonáková |
| 11                                             | Tirs             | 60                  | | Arbitrage : Tijana Haack et Elizabeth Mantha Juges de lignes : Sarah Buckner et Magdalena Jonáková |

| 9 avril | États-Unis | 6-2 (2-2, 2-0, 2-0) | Tchéquie | CCA Centre 2 149 spectateurs |

| Feuille de match | Feuille de match | Feuille de match                | Feuille de match                                                         | Feuille de match                                                                                |
| ---------------- | --- | ------------------------------- | ------------------------------------------------------------------------ | ----------------------------------------------------------------------------------------------- |
|                  | Keller (Murphy) — 6 min 27 s - Scamurra (Pannek, Harvey) — 16 min 11 s Eden — 20 min 45 s Janecke (Heise, Bilka) — 30 min 42 s Knight (Carpenter, Harvey) — 41 min 22 s Roque — 48 min 51 s (IN) | 1–0 1–1 1–2 2–2 3–2 4–2 5–2 6–2 | - Křížová (Pejzlová, Vanišová) — 7 min 59 s (SN) Čajanová — 13 min 6 s - | Arbitrage : Elizabeth Mantha et Elizabeth Mantha Juges de lignes : Jennifer Cameron et Amy Lack |
| Frankel          | Gardiens | Škodová                         |                                                                          | Arbitrage : Elizabeth Mantha et Elizabeth Mantha Juges de lignes : Jennifer Cameron et Amy Lack |
| 49 min           | Pénalités | 8 min                           |                                                                          | Arbitrage : Elizabeth Mantha et Elizabeth Mantha Juges de lignes : Jennifer Cameron et Amy Lack |
| 29               | Tirs | 24                              |                                                                          | Arbitrage : Elizabeth Mantha et Elizabeth Mantha Juges de lignes : Jennifer Cameron et Amy Lack |

| 10 avril | Suisse | 4-3 (0-2, 2-1, 2-0) | Japon | CCA Centre 1 101 spectateurs |

| Feuille de match | Feuille de match | Feuille de match            | Feuille de match | Feuille de match                                                                                |
| ---------------- | --- | --------------------------- | --- | ----------------------------------------------------------------------------------------------- |
|                  | - Christen (Müller, Stalder) — 26 min 32 s (SN) Vallario — 26 min 53 s - Müller (Enzler, Baechler) — 47 min 57 s Stalder (Müller, Vallario) — 50 min 54 s | 0–1 0–2 1–2 2–2 2–3 3–3 4–3 | Koyama (Toko, Hitosato) — 6 min 8 s Enomoto (Ito, Ukita) — 11 min 21 s (SN) - Ao. Shiga (Ak. Shiga, Noro) — 34 min 26 s - | Arbitrage : Julia Kainberger et Amanda Tassoni Juges de lignes : Anna Hammar et Tiina Saarimäki |
| Brändli          | Gardiens | Kawaguchi                   | | Arbitrage : Julia Kainberger et Amanda Tassoni Juges de lignes : Anna Hammar et Tiina Saarimäki |
| 6 min            | Pénalités | 4 min                       | | Arbitrage : Julia Kainberger et Amanda Tassoni Juges de lignes : Anna Hammar et Tiina Saarimäki |
| 28               | Tirs | 22                          | | Arbitrage : Julia Kainberger et Amanda Tassoni Juges de lignes : Anna Hammar et Tiina Saarimäki |

| 10 avril | Canada | 4-3 (TB) (1-1, 1-0, 1-2, 0-0, 1-0) | États-Unis | CCA Centre 4 322 spectateurs |

| Feuille de match | Feuille de match | Feuille de match            | Feuille de match | Feuille de match                                                                               |
| ---------------- | --- | --------------------------- | --- | ---------------------------------------------------------------------------------------------- |
|                  | - Fillier (Nurse, Zandee-Hart) — 12 min 38 s Poulin (Ambrose, Fillier) — 23 min 8 s (2 SN) Stacey (Clark, Thompson) — 57 min 33 s (CV) - Rattray — 65 min (TB) | 0–1 1–1 2–1 3–1 3–2 3–3 4-3 | Bilka (Roque, Janecke) — 8 min 45 s (SN) - Knight (Harvey, Heise) — 59 min 21 s (JS) Kessel (Bilka, Heise) — 59 min 56 s (JS) - | Arbitrage : Samantha Hiller et Cianna Lieffers Juges de lignes : Sarah Buckner et Justine Todd |
| Desbiens         | Gardiens | Frankel                     | | Arbitrage : Samantha Hiller et Cianna Lieffers Juges de lignes : Sarah Buckner et Justine Todd |
| 14 min           | Pénalités | 10 min                      | | Arbitrage : Samantha Hiller et Cianna Lieffers Juges de lignes : Sarah Buckner et Justine Todd |
| 37               | Tirs | 29                          | | Arbitrage : Samantha Hiller et Cianna Lieffers Juges de lignes : Sarah Buckner et Justine Todd |

| 11 avril | Tchéquie | 5-2 (3-0, 1-0, 1-2) | Suisse | CCA Centre 1 119 spectateurs |

| Feuille de match | Feuille de match | Feuille de match               | Feuille de match                                                                   | Feuille de match                                                                         |
| ---------------- | --- | ------------------------------ | ---------------------------------------------------------------------------------- | ---------------------------------------------------------------------------------------- |
|                  | Šapovalivová (Mlýnková) — 52 s Pejzlová (Čajanová, Vanišová) — 13 min 26 s Mills (Pejšová, Lásková) — 19 min Hymlarová (Neubauerová, Lásková) — 39 min 8 s (SN) - Pištěková (Plosová, Mills) — 42 min 4 s - | 1–0 2–0 3–0 4–0 4–1 5–1 5–2    | - Stalder (Enzler, Christen) — 40 min 29 s - Müller (Stalder, Enzler) — 50 min 8 s | Arbitrage : Kelly Cooke et Tijana Haack Juges de lignes : Jessica Chartrand et Erin Zach |
| Škodová          | Gardiens | Maurer (40 min) Spies (20 min) |                                                                                    | Arbitrage : Kelly Cooke et Tijana Haack Juges de lignes : Jessica Chartrand et Erin Zach |
| 4 min            | Pénalités | 8 min                          |                                                                                    | Arbitrage : Kelly Cooke et Tijana Haack Juges de lignes : Jessica Chartrand et Erin Zach |
| 35               | Tirs | 15                             |                                                                                    | Arbitrage : Kelly Cooke et Tijana Haack Juges de lignes : Jessica Chartrand et Erin Zach |

#### Groupe B

##### Classement
| Clt   | Équipe    | PJ | V | VP | D | DP | BP | BC | Diff | Pts |
| ----- | --------- | -- | - | -- | - | -- | -- | -- | ---- | --- |
| +001, | Finlande  | 4  | 4 | 0  | 0 | 0  | 26 | 3  | +23  | 12  |
| +002, | Allemagne | 4  | 3 | 0  | 1 | 0  | 11 | 6  | +5   | 9   |
| +003, | Suède     | 4  | 2 | 0  | 2 | 0  | 18 | 14 | +4   | 6   |
| +004, | Hongrie   | 4  | 1 | 0  | 3 | 0  | 7  | 15 | -8   | 3   |
| +005, | France P  | 4  | 0 | 0  | 4 | 0  | 5  | 29 | -24  | 0   |

- en gras, qualifié pour les quarts de finale
- en italique, relégué en division IA

##### Matches
| 5 avril | France | 1-14 (0-6, 1-3, 0-5) | Finlande | CCA Centre 705 spectateurs |

| Feuille de match                          | Feuille de match                 | Feuille de match                                                 | Feuille de match | Feuille de match                                                                            |
| ----------------------------------------- | -------------------------------- | ---------------------------------------------------------------- | --- | ------------------------------------------------------------------------------------------- |
|                                           | - Duvin (Aurard) — 20 min 36 s - | 0–1 0–2 0–3 0–4 0–5 0–6 1–6 1–7 1–8 1–9 1–10 1–11 1–12 1–13 1–14 | Nieminen (Liikala) — 5 min 19 s (IN) Nylund (Sundelin, Rantala) — 6 min 3 s (IN) Vesa (Sundelin, Karjalainen) — 8 min 27 s Vesa (Laitinen, Hiirikoski) — 15 min 37 s Tulus (Savolainen, Rantala) — 16 min 33 s Liikala (Vanhanen, Nieminen) — 18 min 4 s - Nylund (Parkkonen, Karjalainen) — 21 min 53 s Lindstedt (Parkkonen, Yrjänen) — 23 min 51 s Laitinen (Hiirikoski, Nieminen) — 30 min 41 s Vainikka (Liikala, Vanhanen) — 42 min 34 s Vainikka (Savolainen, Tulus) — 48 min 32 s Nieminen (Laitinen, Vainikka) — 51 min 57 s Nylund (Laitinen, Vanhanen) — 56 min 8 s (SN) Savolainen (Vainikka, Tulus) — 58 min 38 s | Arbitrage : Julia Kainberger et Shauna Neary Juges de lignes : Jennifer Cameron et Amy Lack |
| Mameri (23 min 51 s) Lambert (36 min 9 s) | Gardiens                         | Ahola                                                            | | Arbitrage : Julia Kainberger et Shauna Neary Juges de lignes : Jennifer Cameron et Amy Lack |
| 6 min                                     | Pénalités                        | 4 min                                                            | | Arbitrage : Julia Kainberger et Shauna Neary Juges de lignes : Jennifer Cameron et Amy Lack |
| 12                                        | Tirs                             | 53                                                               | | Arbitrage : Julia Kainberger et Shauna Neary Juges de lignes : Jennifer Cameron et Amy Lack |

| 6 avril | Allemagne | 6-2 (1-1, 3-1, 2-0) | Suède | CCA Centre 1 021 spectateurs |

| Feuille de match | Feuille de match | Feuille de match                | Feuille de match                           | Feuille de match                                                                                      |
| ---------------- | --- | ------------------------------- | ------------------------------------------ | --- |
|                  | - Feldmeier (Strobel, Haider) — 18 min 15 s (SN) Kluge (Welcke, Weidenfelder) — 24 min 47 s Haider (Wagner, Karpf) — 25 min 31 s - Voigt (Jobst-Smith, Haider) — 33 min 5 s Haider (Wagner, Karpf) — 47 min 21 s Feldmeier (Strobel, Botthof) — 55 min 7 s (CV) | 0–1 1–1 2–1 3–1 3–2 4–2 5–2 6–2 | Svensson — 10 s - Svensson — 25 min 50 s - | Arbitrage : Tijana Haack et Samantha Hiller Juges de lignes : Jessica Chartrand et Magdalena Jonáková |
| Abstreiter       | Gardiens | Söderberg                       |                                            | Arbitrage : Tijana Haack et Samantha Hiller Juges de lignes : Jessica Chartrand et Magdalena Jonáková |
| 2 min            | Pénalités | 3 min                           |                                            | Arbitrage : Tijana Haack et Samantha Hiller Juges de lignes : Jessica Chartrand et Magdalena Jonáková |
| 28               | Tirs | 33                              |                                            | Arbitrage : Tijana Haack et Samantha Hiller Juges de lignes : Jessica Chartrand et Magdalena Jonáková |

| 6 avril | France | 2-4 (0-2, 0-1, 2-1) | Hongrie | CCA Centre 1 072 spectateurs |

| Feuille de match | Feuille de match                                                                        | Feuille de match        | Feuille de match | Feuille de match                                                                            |
| ---------------- | --------------------------------------------------------------------------------------- | ----------------------- | --- | ------------------------------------------------------------------------------------------- |
|                  | - Duvin (Rozier, Väänänen) — 42 min 59 s Locatelli (Duvin, Baudrit) — 48 min 7 s (SN) - | 0–1 0–2 0–3 1–3 2–3 2–4 | Huszák (Metzler, Kiss-Simon) — 5 min 46 s Metzler (Kiss-Simon, Mayer) — 11 min 41 s (SN) Huszák (Dabasi) — 37 min 50 s - Dabasi (Huszák, Kiss-Simon) — 52 min 40 s (SN) | Arbitrage : Brandy Dewar et Elizabeth Mantha Juges de lignes : Sarah Buckner et Anna Hammar |
| Lambert          | Gardiens                                                                                | A. Németh               | | Arbitrage : Brandy Dewar et Elizabeth Mantha Juges de lignes : Sarah Buckner et Anna Hammar |
| 31 min           | Pénalités                                                                               | 6 min                   | | Arbitrage : Brandy Dewar et Elizabeth Mantha Juges de lignes : Sarah Buckner et Anna Hammar |
| 32               | Tirs                                                                                    | 31                      | | Arbitrage : Brandy Dewar et Elizabeth Mantha Juges de lignes : Sarah Buckner et Anna Hammar |

| 7 avril | Finlande | 3-0 (2-0, 1-0, 0-0) | Allemagne | CCA Centre 1 532 spectateurs |

| Feuille de match | Feuille de match | Feuille de match | Feuille de match | Feuille de match                                                                               |
| ---------------- | --- | ---------------- | ---------------- | ---------------------------------------------------------------------------------------------- |
|                  | Lindstedt (Nieminen, Hiirikoski) — 13 min 18 s (SN) Vesa (Sundelin, Nylund) — 15 min 59 s Vainikka (Laitinen, Hiirikoski) — 28 min 39 s | 1–0 2–0 3–0      |                  | Arbitrage : Agnese Kārkliņa et Amanda Tassoni Juges de lignes : Zóra Gottlibet et Justine Todd |
| Keisala          | Gardiens | May              |                  | Arbitrage : Agnese Kārkliņa et Amanda Tassoni Juges de lignes : Zóra Gottlibet et Justine Todd |
| 4 min            | Pénalités | 4 min            |                  | Arbitrage : Agnese Kārkliņa et Amanda Tassoni Juges de lignes : Zóra Gottlibet et Justine Todd |
| 43               | Tirs | 16               |                  | Arbitrage : Agnese Kārkliņa et Amanda Tassoni Juges de lignes : Zóra Gottlibet et Justine Todd |

| 8 avril | Suède | 6-2 (4-2, 1-0, 1-0) | Hongrie | CCA Centre 1 337 spectateurs |

| Feuille de match | Feuille de match | Feuille de match                             | Feuille de match                                                               | Feuille de match                                                                                |
| ---------------- | --- | -------------------------------------------- | ------------------------------------------------------------------------------ | ----------------------------------------------------------------------------------------------- |
|                  | Ljungblom (Svensson, Kjellbin) — 3 min Ljungblom (Svensson, Olsson) — 6 min 13 s - Ljungblom (Svensson, Nylén Persson) — 13 min 8 s (SN) Andersson (Thuvik, Jungåker) — 14 min 58 s Ljungblom (Olsson) — 24 min 44 s Svensson (Nylén Persson, Olsson) — 51 min 54 s (SN) | 1–0 2–0 2–1 2–2 3–2 4–2 5–2 6–2              | - Seregély (Gasparics) — 7 min 27 s Dabasi (Huszák, Mayer) — 8 min 57 s (SN) - | Arbitrage : Cianna Lieffers et Anniina Nurmi Juges de lignes : Erika Greenen et Tiina Saarimäki |
| Grahn            | Gardiens | A. Németh (24 min 44 s) Révész (35 min 16 s) |                                                                                | Arbitrage : Cianna Lieffers et Anniina Nurmi Juges de lignes : Erika Greenen et Tiina Saarimäki |
| 14 min           | Pénalités | 6 min                                        |                                                                                | Arbitrage : Cianna Lieffers et Anniina Nurmi Juges de lignes : Erika Greenen et Tiina Saarimäki |
| 28               | Tirs | 29                                           |                                                                                | Arbitrage : Cianna Lieffers et Anniina Nurmi Juges de lignes : Erika Greenen et Tiina Saarimäki |

| 9 avril | Finlande | 4-2 (0-0, 0-2, 4-0) | Suède | CCA Centre 1 919 spectateurs |

| Feuille de match | Feuille de match | Feuille de match        | Feuille de match                                                                      | Feuille de match                                                                             |
| ---------------- | --- | ----------------------- | ------------------------------------------------------------------------------------- | -------------------------------------------------------------------------------------------- |
|                  | - Vainikka (Rantala, Tulus) — 43 min 42 s Savolainen (Nieminen, Tulus) — 46 min 6 s (SN) Nieminen (Liikala, Vanhanen) — 47 min 51 s Savolainen (Tulus, Hiirikoski) — 58 min 34 s (SN) | 0–1 0–2 1–2 2–2 3–2 4–2 | Thuvik (Hjalmarsson) — 21 min 8 s Jungåker (Kjellbin, Johansson) — 38 min 59 s (SN) - | Arbitrage : Brandy Dewar et Chelsea Rapin Juges de lignes : Erika Greenen et Kamila Smetková |
| Keisala          | Gardiens | Grahn                   |                                                                                       | Arbitrage : Brandy Dewar et Chelsea Rapin Juges de lignes : Erika Greenen et Kamila Smetková |
| 4 min            | Pénalités | 11 min                  |                                                                                       | Arbitrage : Brandy Dewar et Chelsea Rapin Juges de lignes : Erika Greenen et Kamila Smetková |
| 38               | Tirs | 15                      |                                                                                       | Arbitrage : Brandy Dewar et Chelsea Rapin Juges de lignes : Erika Greenen et Kamila Smetková |

| 9 avril | Allemagne | 3-0 (1-0, 1-0, 1-0) | France | CCA Centre 1 020 spectateurs |

| Feuille de match | Feuille de match | Feuille de match | Feuille de match | Feuille de match                                                                      |
| ---------------- | --- | ---------------- | ---------------- | ------------------------------------------------------------------------------------- |
|                  | Haider (Strobel, Feldmeier) — 15 min 49 s (SN) Eisenschmid — 20 min 28 s Jobst-Smith (Kluge, Eisenschmid) — 50 min 39 s (SN) | 1–0 2–0 3–0      |                  | Arbitrage : Kelly Cooke et Shauna Neary Juges de lignes : Zóra Gottlibet et Erin Zach |
| Abstreiter       | Gardiens | Mameri           |                  | Arbitrage : Kelly Cooke et Shauna Neary Juges de lignes : Zóra Gottlibet et Erin Zach |
| 10 min           | Pénalités | 10 min           |                  | Arbitrage : Kelly Cooke et Shauna Neary Juges de lignes : Zóra Gottlibet et Erin Zach |
| 26               | Tirs | 28               |                  | Arbitrage : Kelly Cooke et Shauna Neary Juges de lignes : Zóra Gottlibet et Erin Zach |

| 10 avril | Hongrie | 0-5 (0-1, 0-3, 0-1) | Finlande | CCA Centre 1 073 spectateurs |

| Feuille de match                           | Feuille de match | Feuille de match    | Feuille de match | Feuille de match                                                                                     |
| ------------------------------------------ | ---------------- | ------------------- | --- | --- |
|                                            |                  | 0–1 0–2 0–3 0–4 0–5 | Laitinen (Nieminen, Vanhanen) — 11 min 26 s Hiirikoski (Tulus, Lindstedt) — 22 min 12 s (SN) Nylund (Vanhanen, Vainikka) — 36 min 15 s (SN) Vesa (Sundelin) — 36 min 21 s Savolainen (Rantala, Yrjänen) — 59 min 47 s | Arbitrage : Tijana Haack et Agnese Kārkliņa Juges de lignes : Jennifer Cameron et Magdalena Jonáková |
| A. Németh (51 min 7 s) Révész (8 min 53 s) | Gardiens         | Ahola               | | Arbitrage : Tijana Haack et Agnese Kārkliņa Juges de lignes : Jennifer Cameron et Magdalena Jonáková |
| 8 min                                      | Pénalités        | 2 min               | | Arbitrage : Tijana Haack et Agnese Kārkliņa Juges de lignes : Jennifer Cameron et Magdalena Jonáková |
| 15                                         | Tirs             | 36                  | | Arbitrage : Tijana Haack et Agnese Kārkliņa Juges de lignes : Jennifer Cameron et Magdalena Jonáková |

| 11 avril | Hongrie | 1-2 (0-2, 1-0, 0-0) | Allemagne | CCA Centre 1 232 spectateurs |

| Feuille de match | Feuille de match                | Feuille de match | Feuille de match                                                                   | Feuille de match                                                                             |
| ---------------- | ------------------------------- | ---------------- | ---------------------------------------------------------------------------------- | -------------------------------------------------------------------------------------------- |
|                  | - Dabasi (Odnoga) — 20 min 49 s | 0–1 0–2 1–2      | Hark (Delarbre, Jobst-Smith) — 10 min 34 s Eisenschmid (Feldmeier) — 19 min 25 s - | Arbitrage : Shauna Neary et Chelsea Rapin Juges de lignes : Erika Greenen et Kamila Smetková |
| A. Németh        | Gardiens                        | Abstreiter       |                                                                                    | Arbitrage : Shauna Neary et Chelsea Rapin Juges de lignes : Erika Greenen et Kamila Smetková |
| 2 min            | Pénalités                       | 6 min            |                                                                                    | Arbitrage : Shauna Neary et Chelsea Rapin Juges de lignes : Erika Greenen et Kamila Smetková |
| 37               | Tirs                            | 26               |                                                                                    | Arbitrage : Shauna Neary et Chelsea Rapin Juges de lignes : Erika Greenen et Kamila Smetková |

| 11 avril | Suède | 8-2 (3-0, 4-0, 1-2) | France | CCA Centre 702 spectateurs |

| Feuille de match | Feuille de match | Feuille de match                                           | Feuille de match                                                                           | Feuille de match                                                                              |
| ---------------- | --- | ---------------------------------------------------------- | ------------------------------------------------------------------------------------------ | --------------------------------------------------------------------------------------------- |
|                  | Olsson (Ljungblom, Holmgren) — 6 min 49 s Lundin (Olsson, Nylén Persson) — 9 min 22 s (SN) Olsson (Ljungblom) — 18 min 27 s Olsson (Svensson, Nylén Persson) — 26 min 2 s (SN) Ljungblom (Lundin, Nylén Persson) — 29 min 12 s (SN) Olsson (Ljungblom, Jungåker) — 33 min 17 s Ljungblom (Svensson, Olsson) — 35 min 53 s Svensson (Olsson, Lundin) — 45 min 38 s (SN) - | 1–0 2–0 3–0 4–0 5–0 6–0 7–0 8–0 8–1 8–2                    | - Barbirati (Le Scodan, Desvignes) — 48 min 43 s Baudrit (Duvin, Rozier) — 50 min 5 s (SN) | Arbitrage : Agnese Kārkliņa et Anniina Nurmi Juges de lignes : Magdalena Jonáková et Amy Lack |
| Emma Söderberg   | Gardiens | Caroline Lambert (35 min 53 s) Margaux Mameri (24 min 7 s) |                                                                                            | Arbitrage : Agnese Kārkliņa et Anniina Nurmi Juges de lignes : Magdalena Jonáková et Amy Lack |
| 10 min           | Pénalités | 14 min                                                     |                                                                                            | Arbitrage : Agnese Kārkliņa et Anniina Nurmi Juges de lignes : Magdalena Jonáková et Amy Lack |
| 48               | Tirs | 24                                                         |                                                                                            | Arbitrage : Agnese Kārkliņa et Anniina Nurmi Juges de lignes : Magdalena Jonáková et Amy Lack |

### Phase finale

#### Tableau
|  | Quarts de finale     | Quarts de finale     | Quarts de finale     | Quarts de finale     |          |            | Demi-finales         | Demi-finales         | Demi-finales                  | Demi-finales                  |                               |                               | Finale               | Finale               | Finale               | Finale               |
|  |                      |                      |                      |                      |          |            |                      |                      |                               |                               |                               |                               |                      |                      |                      |                      |
|  | 13 avril, CCA Centre | 13 avril, CCA Centre | 13 avril, CCA Centre | 13 avril, CCA Centre |          |            | 15 avril, CCA Centre | 15 avril, CCA Centre | 15 avril, CCA Centre          | 15 avril, CCA Centre          |                               |                               | 16 avril, CCA Centre | 16 avril, CCA Centre | 16 avril, CCA Centre | 16 avril, CCA Centre |
|  | 13 avril, CCA Centre | 13 avril, CCA Centre | 13 avril, CCA Centre | 13 avril, CCA Centre |          |            | 15 avril, CCA Centre | 15 avril, CCA Centre | 15 avril, CCA Centre          | 15 avril, CCA Centre          |                               |                               | 16 avril, CCA Centre | 16 avril, CCA Centre | 16 avril, CCA Centre | 16 avril, CCA Centre |
|  | A1                   | Canada               | 3 P                  | 3 P                  |          |            | 15 avril, CCA Centre | 15 avril, CCA Centre | 15 avril, CCA Centre          | 15 avril, CCA Centre          |                               |                               | 16 avril, CCA Centre | 16 avril, CCA Centre | 16 avril, CCA Centre | 16 avril, CCA Centre |
|  | A1                   | Canada               | 3 P                  | 3 P                  |          |            | 15 avril, CCA Centre | 15 avril, CCA Centre | 15 avril, CCA Centre          | 15 avril, CCA Centre          |                               |                               | 16 avril, CCA Centre | 16 avril, CCA Centre | 16 avril, CCA Centre | 16 avril, CCA Centre |
|  | B3                   | Suède                | 2                    | 2                    |          |            | 15 avril, CCA Centre | 15 avril, CCA Centre | 15 avril, CCA Centre          | 15 avril, CCA Centre          |                               |                               | 16 avril, CCA Centre | 16 avril, CCA Centre | 16 avril, CCA Centre | 16 avril, CCA Centre |
|  | B3                   | Suède                | 2                    | 2                    | 1        | Canada     | 5                    | 5                    |                               |                               |                               |                               | 16 avril, CCA Centre | 16 avril, CCA Centre | 16 avril, CCA Centre | 16 avril, CCA Centre |
|  | 13 avril, CCA Centre |                      |                      |                      | 1        | Canada     | 5                    | 5                    |                               |                               |                               |                               | 16 avril, CCA Centre | 16 avril, CCA Centre | 16 avril, CCA Centre | 16 avril, CCA Centre |
|  |                      |                      | 4                    | Suisse               | 1        | 1          |                      |                      |                               |                               |                               |                               | 16 avril, CCA Centre | 16 avril, CCA Centre | 16 avril, CCA Centre | 16 avril, CCA Centre |
|  | A4                   | Suisse               | 4                    | Suisse               | 1        | 1          | 5                    | 5                    |                               |                               |                               |                               | 16 avril, CCA Centre | 16 avril, CCA Centre | 16 avril, CCA Centre | 16 avril, CCA Centre |
|  | A4                   | Suisse               | 15 avril, CCA Centre |                      |          |            | 5                    | 5                    |                               |                               |                               |                               | 16 avril, CCA Centre | 16 avril, CCA Centre | 16 avril, CCA Centre | 16 avril, CCA Centre |
|  | A5                   | Japon                | 1                    | 1                    |          |            |                      |                      |                               |                               |                               |                               | 16 avril, CCA Centre | 16 avril, CCA Centre | 16 avril, CCA Centre | 16 avril, CCA Centre |
|  | A5                   | Japon                | 1                    | 1                    | Canada   | Canada     | 3                    | 3                    |                               |                               |                               |                               |                      |                      |                      |                      |
|  | 13 avril, CCA Centre |                      |                      |                      | Canada   | Canada     | 3                    | 3                    |                               |                               |                               |                               |                      |                      |                      |                      |
|  |                      |                      | États-Unis           | États-Unis           | 6        | 6          |                      |                      |                               |                               |                               |                               |                      |                      |                      |                      |
|  | A2                   | États-Unis           | États-Unis           | États-Unis           | 6        | 6          | 3                    | 3                    |                               |                               |                               |                               |                      |                      |                      |                      |
|  | A2                   | États-Unis           |                      |                      |          |            |                      |                      |                               |                               |                               |                               |                      |                      |                      |                      |
|  | B2                   | Allemagne            | 0                    | 0                    |          |            |                      |                      |                               |                               |                               |                               |                      |                      |                      |                      |
|  | B2                   | Allemagne            | 0                    | 0                    | 2        | États-Unis | 9                    | 9                    | Match pour la troisième place | Match pour la troisième place | Match pour la troisième place | Match pour la troisième place |                      |                      |                      |                      |
|  | 13 avril, CCA Centre |                      |                      |                      | 2        | États-Unis | 9                    | 9                    | Match pour la troisième place | Match pour la troisième place | Match pour la troisième place | Match pour la troisième place |                      |                      |                      |                      |
|  |                      |                      | 3                    | Tchéquie             | 1        | 1          |                      |                      | 16 avril, CCA Centre          | 16 avril, CCA Centre          | 16 avril, CCA Centre          | 16 avril, CCA Centre          |                      |                      |                      |                      |
|  | A3                   | Tchéquie             | 3                    | Tchéquie             | 1        | 1          | 2                    | 2                    | 16 avril, CCA Centre          | 16 avril, CCA Centre          | 16 avril, CCA Centre          | 16 avril, CCA Centre          |                      |                      |                      |                      |
|  | A3                   | Tchéquie             |                      |                      |          |            |                      | 2                    |                               |                               | Suisse                        | Suisse                        | 2                    | 2                    |                      |                      |
|  | B1                   | Finlande             | 1                    | 1                    |          |            |                      |                      |                               |                               | Suisse                        | Suisse                        | 2                    | 2                    |                      |                      |
|  | B1                   | Finlande             | 1                    | 1                    | Tchéquie | Tchéquie   | 3                    | 3                    |                               |                               |                               |                               |                      |                      |                      |                      |
|  |                      |                      |                      |                      |          |            |                      |                      |                               |                               |                               |                               |                      |                      |                      |                      |

|  | Matchs de classements | Matchs de classements | Matchs de classements | Matchs de classements |          |          | Match pour la cinquième place | Match pour la cinquième place | Match pour la cinquième place | Match pour la cinquième place |
|  |                       |                       |                       |                       |          |          |                               |                               |                               |                               |
|  | 14 avril, CCA Centre  | 14 avril, CCA Centre  | 14 avril, CCA Centre  | 14 avril, CCA Centre  |          |          | 16 avril, CCA Centre          | 16 avril, CCA Centre          | 16 avril, CCA Centre          | 16 avril, CCA Centre          |
|  | Finlande              | Finlande              | 8                     | 8                     |          |          | 16 avril, CCA Centre          | 16 avril, CCA Centre          | 16 avril, CCA Centre          | 16 avril, CCA Centre          |
|  | Finlande              | Finlande              | 8                     | 8                     |          |          | 16 avril, CCA Centre          | 16 avril, CCA Centre          | 16 avril, CCA Centre          | 16 avril, CCA Centre          |
|  | Allemagne             | Allemagne             | 2                     | 2                     |          |          | 16 avril, CCA Centre          | 16 avril, CCA Centre          | 16 avril, CCA Centre          | 16 avril, CCA Centre          |
|  | Allemagne             | Allemagne             | 2                     | 2                     | Finlande | Finlande | 3                             | 3                             |                               |                               |
|  | 14 avril, CCA Centre  |                       |                       |                       | Finlande | Finlande | 3                             | 3                             |                               |                               |
|  |                       |                       | Suède                 | Suède                 | 1        | 1        |                               |                               |                               |                               |
|  | Japon                 | Japon                 | Suède                 | Suède                 | 1        | 1        | 0                             | 0                             |                               |                               |
|  | Japon                 | Japon                 |                       |                       |          |          |                               | 0                             |                               |                               |
|  | Suède                 | Suède                 | 1                     | 1                     |          |          |                               |                               |                               |                               |
|  | Suède                 | Suède                 | 1                     | 1                     |          |          |                               |                               |                               |                               |

Légende :
- P : prolongation
- F : tirs de fusillade

#### Quarts de finale
| 13 avril | Tchéquie | 2-1 (0-1, 2-0, 0-0) | Finlande | CCA Centre 1 034 spectateurs |

| Feuille de match | Feuille de match                                                                             | Feuille de match | Feuille de match                           | Feuille de match                                                                           |
| ---------------- | -------------------------------------------------------------------------------------------- | ---------------- | ------------------------------------------ | ------------------------------------------------------------------------------------------ |
|                  | - Mlýnková (Křížová, Mrázová) — 26 min 46 s (SN) Mrázová (Tejralová, Čajanová) — 27 min 35 s | 0–1 1–1 2–1      | Vainikka (Tulus, Laitinen) — 15 min 18 s - | Arbitrage : Cianna Lieffers et Chelsea Rapin Juges de lignes : Anna Hammar et Justine Todd |
| Škodová          | Gardiens                                                                                     | Keisala          |                                            | Arbitrage : Cianna Lieffers et Chelsea Rapin Juges de lignes : Anna Hammar et Justine Todd |
| 10 min           | Pénalités                                                                                    | 8 min            |                                            | Arbitrage : Cianna Lieffers et Chelsea Rapin Juges de lignes : Anna Hammar et Justine Todd |
| 22               | Tirs                                                                                         | 42               |                                            | Arbitrage : Cianna Lieffers et Chelsea Rapin Juges de lignes : Anna Hammar et Justine Todd |

| 13 avril | États-Unis | 3-0 (1-0, 1-0, 1-0) | Allemagne | CCA Centre 1 375 spectateurs |

| Feuille de match | Feuille de match | Feuille de match | Feuille de match | Feuille de match                                                                                   |
| ---------------- | --- | ---------------- | ---------------- | -------------------------------------------------------------------------------------------------- |
|                  | Kessel (Harvey, Carpenter) — 19 min 5 s (SN) Bilka (Winn, Roque) — 32 min 39 s (SN) Murphy (Scamurra, Stecklein) — 47 min 56 s (IN) | 1–0 2–0 3–0      |                  | Arbitrage : Elizabeth Mantha et Shauna Neary Juges de lignes : Jessica Chartrand et Zóra Gottlibet |
| Frankel          | Gardiens | Abstreiter       |                  | Arbitrage : Elizabeth Mantha et Shauna Neary Juges de lignes : Jessica Chartrand et Zóra Gottlibet |
| 10 min           | Pénalités | 6 min            |                  | Arbitrage : Elizabeth Mantha et Shauna Neary Juges de lignes : Jessica Chartrand et Zóra Gottlibet |
| 52               | Tirs | 18               |                  | Arbitrage : Elizabeth Mantha et Shauna Neary Juges de lignes : Jessica Chartrand et Zóra Gottlibet |

| 13 avril | Canada | 3-2 (pr) (1-0, 1-1, 0-1, 1-0) | Suède | CCA Centre 4 019 spectateurs |

| Feuille de match | Feuille de match                                                                                                 | Feuille de match    | Feuille de match                                                                                                 | Feuille de match                                                                              |
| ---------------- | --- | ------------------- | --- | --------------------------------------------------------------------------------------------- |
|                  | Turnbull (Fast) — 8 min 20 s Nurse (Ambrose, Jenner) — 33 min 1 s (SN) - Nurse (Fillier, Larocque) — 64 min 26 s | 1–0 2–0 2–1 2–2 3–2 | - Ljungblom (Svensson, Nylén Persson) — 38 min 37 s (SN) Svensson (Nylén Persson, Jungåker) — 59 min 50 s (JS) - | Arbitrage : Tijana Haack et Amanda Tassoni Juges de lignes : Erika Greenen et Kamila Smetková |
| Maschmeyer       | Gardiens | Söderberg           | | Arbitrage : Tijana Haack et Amanda Tassoni Juges de lignes : Erika Greenen et Kamila Smetková |
| 8 min            | Pénalités | 8 min               | | Arbitrage : Tijana Haack et Amanda Tassoni Juges de lignes : Erika Greenen et Kamila Smetková |
| 54               | Tirs | 14                  | | Arbitrage : Tijana Haack et Amanda Tassoni Juges de lignes : Erika Greenen et Kamila Smetková |

| 13 avril | Suisse | 5-1 (1-1, 3-0, 1-0) | Japon | CCA Centre 1 344 spectateurs |

| Feuille de match | Feuille de match | Feuille de match                               | Feuille de match                  | Feuille de match                                                                              |
| ---------------- | --- | ---------------------------------------------- | --------------------------------- | --------------------------------------------------------------------------------------------- |
|                  | - Christen (Müller, Stalder) — 18 min 22 s (SN) Müller (Stalder) — 20 min 29 s Stalder (Enzler) — 24 min 26 s Enzler (Stalder, Christen) — 26 min 10 s Enzler (Müller, Stalder) — 48 min 29 s (SN) | 0–1 1–1 2–1 3–1 4–1 5–1                        | Toko (Ukita, Seki) — 8 min 17 s - | Arbitrage : Julia Kainberger et Anniina Nurmi Juges de lignes : Jennifer Cameron et Erin Zach |
| Brändli          | Gardiens | Masuhara (26 min 10 s) Kawaguchi (33 min 50 s) |                                   | Arbitrage : Julia Kainberger et Anniina Nurmi Juges de lignes : Jennifer Cameron et Erin Zach |
| 4 min            | Pénalités | 10 min                                         |                                   | Arbitrage : Julia Kainberger et Anniina Nurmi Juges de lignes : Jennifer Cameron et Erin Zach |
| 35               | Tirs | 28                                             |                                   | Arbitrage : Julia Kainberger et Anniina Nurmi Juges de lignes : Jennifer Cameron et Erin Zach |

#### Matchs de classement
| 14 avril | Finlande | 8-2 (1-1, 3-1, 4-0) | Allemagne | CCA Centre 679 spectateurs |

| Feuille de match | Feuille de match | Feuille de match                           | Feuille de match                                                                      | Feuille de match                                                                                |
| ---------------- | --- | ------------------------------------------ | ------------------------------------------------------------------------------------- | ----------------------------------------------------------------------------------------------- |
|                  | - Nylund (Vesa, Sundelin) — 10 min 33 s Nieminen (Hiirikoski, Savolainen) — 20 min 35 s (SN) - Nieminen (Tulus) — 25 min 31 s Nieminen (Hiirikoski, Laitinen) — 28 min 50 s (JS) Liikala (Parkkonen, Nieminen) — 45 min 11 s Hiirikoski (Laitinen) — 48 min 17 s Vesa (Nylund, Rantala) — 49 min 19 s Laitinen (Vainikka, Liikala) — 59 min 45 s (SN) | 0–1 1–1 2–1 2–2 3–2 4–2 5–2 6–2 7–2 8–2    | Weidenfelder (Feldmeier, Haider) — 10 min 17 s - Wagner (Karpf, Hark) — 21 min 49 s - | Arbitrage : Kelly Cooke et Brandy Dewar Juges de lignes : Magdalena Jonáková et Tiina Saarimäki |
| Keisala          | Gardiens | Abstreiter (49 min 19 s) May (10 min 41 s) |                                                                                       | Arbitrage : Kelly Cooke et Brandy Dewar Juges de lignes : Magdalena Jonáková et Tiina Saarimäki |
| 6 min            | Pénalités | 8 min                                      |                                                                                       | Arbitrage : Kelly Cooke et Brandy Dewar Juges de lignes : Magdalena Jonáková et Tiina Saarimäki |
| 41               | Tirs | 22                                         |                                                                                       | Arbitrage : Kelly Cooke et Brandy Dewar Juges de lignes : Magdalena Jonáková et Tiina Saarimäki |

| 14 avril | Japon | 0-1 (0-1, 0-0, 0-0) | Suède | CCA Centre 976 spectateurs |

| Feuille de match | Feuille de match | Feuille de match | Feuille de match                     | Feuille de match                                                                                  |
| ---------------- | ---------------- | ---------------- | ------------------------------------ | ------------------------------------------------------------------------------------------------- |
|                  |                  | 0–1              | Bouveng (Lundin, Olsson) — 9 min 6 s | Arbitrage : Samantha Hiller et Agnese Kārkliņa Juges de lignes : Sarah Buckner et Kamila Smetková |
| Kawaguchi        | Gardiens         | Söderberg        |                                      | Arbitrage : Samantha Hiller et Agnese Kārkliņa Juges de lignes : Sarah Buckner et Kamila Smetková |
| 6 min            | Pénalités        | 12 min           |                                      | Arbitrage : Samantha Hiller et Agnese Kārkliņa Juges de lignes : Sarah Buckner et Kamila Smetková |
| 23               | Tirs             | 24               |                                      | Arbitrage : Samantha Hiller et Agnese Kārkliņa Juges de lignes : Sarah Buckner et Kamila Smetková |

#### Demi-finales
| 15 avril | États-Unis | 9-1 (1-0, 5-1, 3-0) | Tchéquie | CCA Centre 2 663 spectateurs |

| Feuille de match | Feuille de match | Feuille de match                              | Feuille de match                                   | Feuille de match                                                                            |
| ---------------- | --- | --------------------------------------------- | -------------------------------------------------- | ------------------------------------------------------------------------------------------- |
|                  | Kessel (Barnes, Harvey) — 11 min 30 s (SN) Knight (Barnes, Roque) — 24 min 22 s Knight (Harvey, Barnes) — 25 min 57 s (SN) Murphy (Harvey, Carpenter) — 28 min 13 s - Roque (Heise, Winn) — 35 min (SN) Kessel (Knight) — 38 min 19 s Janecke (Heise, Bilka) — 42 min 50 s Janecke (Heise, Winn) — 47 min 11 s (SN) Harvey (Kessel) — 54 min 8 s | 1–0 2–0 3–0 4–0 4–1 5–1 6–1 7–1 8–1 9–1       | - Šapovalivová (Mrázová, Čajanová) — 31 min 31 s - | Arbitrage : Kelly Cooke et Cianna Lieffers Juges de lignes : Anna Hammar et Tiina Saarimäki |
| Frankel          | Gardiens | Škodová (28 min 13 s) Zechovská (31 min 47 s) |                                                    | Arbitrage : Kelly Cooke et Cianna Lieffers Juges de lignes : Anna Hammar et Tiina Saarimäki |
| 6 min            | Pénalités | 10 min                                        |                                                    | Arbitrage : Kelly Cooke et Cianna Lieffers Juges de lignes : Anna Hammar et Tiina Saarimäki |
| 45               | Tirs | 15                                            |                                                    | Arbitrage : Kelly Cooke et Cianna Lieffers Juges de lignes : Anna Hammar et Tiina Saarimäki |

| 15 avril | Canada | 5-1 (0-0, 2-0, 3-1) | Suisse | CCA Centre 4 235 spectateurs |

| Feuille de match | Feuille de match | Feuille de match        | Feuille de match                                    | Feuille de match                                                                                     |
| ---------------- | --- | ----------------------- | --------------------------------------------------- | --- |
|                  | Fillier (Nurse, Spooner) — 31 min 6 s Fillier (Spooner) — 37 min 4 s Rattray (Spooner, Thompson) — 43 min 48 s (SN) Fillier (Ambrose, Maltais) — 55 min 4 s - Johnston (Bourbonnais, Poulin) — 59 min 59 s | 1–0 2–0 3–0 4–0 4–1 5–1 | - Müller (Christen, Quennec) — 57 min 56 s (2 SN) - | Arbitrage : Samantha Hiller et Chelsea Rapin Juges de lignes : Jennifer Cameron et Jessica Chartrand |
| Desbiens         | Gardiens | Brändli                 |                                                     | Arbitrage : Samantha Hiller et Chelsea Rapin Juges de lignes : Jennifer Cameron et Jessica Chartrand |
| 10 min           | Pénalités | 27 min                  |                                                     | Arbitrage : Samantha Hiller et Chelsea Rapin Juges de lignes : Jennifer Cameron et Jessica Chartrand |
| 59               | Tirs | 9                       |                                                     | Arbitrage : Samantha Hiller et Chelsea Rapin Juges de lignes : Jennifer Cameron et Jessica Chartrand |

#### Match pour la cinquième place
| 16 avril | Finlande | 3-1 (1-1, 1-1, 1-0) | Suède | CCA Centre 956 spectateurs |

| Feuille de match | Feuille de match | Feuille de match | Feuille de match                           | Feuille de match                                                                            |
| ---------------- | --- | ---------------- | ------------------------------------------ | ------------------------------------------------------------------------------------------- |
|                  | - Hiirikoski — 10 min 12 s (SN) Yrjänen (Savolainen, Vainikka) — 26 min 48 s Tulus (Nieminen, Hiirikoski) — 57 min 10 s (SN) | 0–1 1–1 2–1 3–1  | Kjellbin (Johansson, Hjalmarsson) — 48 s - | Arbitrage : Kelly Cooke et Cianna Lieffers Juges de lignes : Anna Hammar et Tiina Saarimäki |
| Ahola            | Gardiens | Söderberg        |                                            | Arbitrage : Kelly Cooke et Cianna Lieffers Juges de lignes : Anna Hammar et Tiina Saarimäki |
| 4 min            | Pénalités | 14 min           |                                            | Arbitrage : Kelly Cooke et Cianna Lieffers Juges de lignes : Anna Hammar et Tiina Saarimäki |
| 42               | Tirs | 19               |                                            | Arbitrage : Kelly Cooke et Cianna Lieffers Juges de lignes : Anna Hammar et Tiina Saarimäki |

#### Match pour la troisième place
| 16 avril | Tchéquie | 3-2 (2-1, 1-1, 0-0) | Suisse | CCA Centre 2 163 spectateurs |

| Feuille de match | Feuille de match | Feuille de match    | Feuille de match                                                   | Feuille de match                                                                                     |
| ---------------- | --- | ------------------- | ------------------------------------------------------------------ | --- |
|                  | - Křížová (Vanišová, Tejralová) — 11 min 46 s Pejzlová (Vanišová, Křížová) — 14 min 31 s - Křížová (Tejralová, Jandušíková) — 37 min 16 s | 0–1 1–1 2–1 2–2 3–2 | Stalder (Quennec, Müller) — 11 min 15 s (SN) - Lutz — 28 min 9 s - | Arbitrage : Samantha Hiller et Chelsea Rapin Juges de lignes : Jennifer Cameron et Jessica Chartrand |
| Škodová          | Gardiens | Brändli             |                                                                    | Arbitrage : Samantha Hiller et Chelsea Rapin Juges de lignes : Jennifer Cameron et Jessica Chartrand |
| 12 min           | Pénalités | 16 min              |                                                                    | Arbitrage : Samantha Hiller et Chelsea Rapin Juges de lignes : Jennifer Cameron et Jessica Chartrand |
| 33               | Tirs | 13                  |                                                                    | Arbitrage : Samantha Hiller et Chelsea Rapin Juges de lignes : Jennifer Cameron et Jessica Chartrand |

#### Finale
| 16 avril | Canada | 3-6 (1-1, 2-1, 0-4) | États-Unis | CCA Centre 4 635 spectateurs |

| Feuille de match | Feuille de match | Feuille de match                    | Feuille de match | Feuille de match                                                                               |
| ---------------- | --- | ----------------------------------- | --- | ---------------------------------------------------------------------------------------------- |
|                  | Poulin (Ambrose, Jenner) — 6 min 23 s (2 SN) - Jenner (Fast, Rattray) — 25 min 3 s - Jenner (Fast, Poulin) — 29 min 39 s - | 1–0 1–1 2–1 2–2 3–2 3–3 3–4 3–5 3–6 | - Murphy (Carpenter) — 18 min 1 s - Knight (Kessel) — 28 min 30 s - Harvey — 45 min 40 s Knight (Heise, Carpenter) — 56 min 50 s (2 SN) Knight (Harvey, Kessel) — 57 min 17 s (SN) Barnes — 58 min 2 s (CV) | Arbitrage : Elizabeth Mantha et Amanda Tassoni Juges de lignes : Sarah Buckner et Justine Todd |
| Desbiens         | Gardiens | Frankel                             | | Arbitrage : Elizabeth Mantha et Amanda Tassoni Juges de lignes : Sarah Buckner et Justine Todd |
| 8 min            | Pénalités | 10 min                              | | Arbitrage : Elizabeth Mantha et Amanda Tassoni Juges de lignes : Sarah Buckner et Justine Todd |
| 27               | Tirs | 22                                  | | Arbitrage : Elizabeth Mantha et Amanda Tassoni Juges de lignes : Sarah Buckner et Justine Todd |

### Classement final
| Place              | Équipe     |
| ------------------ | ---------- |
| Médaille d'or      | États-Unis |
| Médaille d'argent  | Canada     |
| Médaille de bronze | Tchéquie   |
| 4                  | Suisse     |
| 5                  | Finlande   |
| 6                  | Suède      |
| 7                  | Japon      |
| 8                  | Allemagne  |
| 9                  | Hongrie    |
| 10                 | France     |

- En italique, relégué en division IA

### Récompenses individuelles
| Poste       | Joueuse             |
| ----------- | ------------------- |
| Gardienne   | Emma Söderberg      |
| Défenseuses | Caroline Harvey     |
| Défenseuses | Renata Fast         |
| Attaquantes | Petra Nieminen      |
| Attaquantes | Sarah Fillier       |
| Attaquantes | Marie-Philip Poulin |
| MVP         | Sarah Fillier       |

| Poste      | Joueuse            |
| ---------- | ------------------ |
| Gardienne  | Ann-Renée Desbiens |
| Défenseuse | Caroline Harvey    |
| Attaquante | Sarah Fillier      |

### Statistiques individuelles
Pour les significations des abréviations, voir statistiques du hockey sur glace.
| Clt | Joueuse          | Équipe     | PJ | B | A  | Pts | Pun | +/- |
| --- | ---------------- | ---------- | -- | - | -- | --- | --- | --- |
| 1   | Caroline Harvey  | États-Unis | 7  | 4 | 10 | 14  | 6   | +14 |
| 2   | Petra Nieminen   | Finlande   | 7  | 6 | 7  | 13  | 2   | +7  |
| 3   | Hilary Knight    | États-Unis | 7  | 8 | 4  | 12  | 6   | +7  |
| 4   | Taylor Heise     | États-Unis | 7  | 1 | 11 | 12  | 2   | +9  |
| 5   | Sarah Fillier    | Canada     | 7  | 7 | 4  | 11  | 2   | +9  |
| 6   | Hilda Svensson   | Suède      | 7  | 5 | 6  | 11  | 2   | +8  |
| 7   | Hanna Olsson     | Suède      | 7  | 4 | 7  | 11  | 4   | +9  |
| 7   | Lara Stalder     | Suisse     | 7  | 4 | 7  | 11  | 35  | +1  |
| 9   | Jenni Hiirikoski | Finlande   | 7  | 3 | 8  | 11  | 2   | +6  |
| 10  | Lina Ljungblom   | Suède      | 7  | 7 | 3  | 10  | 6   | +6  |

| Clt                                                                                                   | Joueuse            | Équipe     | PJ | Min          | BC | Moy  | %Arr  | Bl |
| --- | ------------------ | ---------- | -- | ------------ | -- | ---- | ----- | -- |
| 1 | Sanni Ahola        | Finlande   | 3  | 179 min 39 s | 2  | 0,67 | 95,65 | 1  |
| 2 | Aerin Frankel      | États-Unis | 6  | 364 min 1 s  | 9  | 1,48 | 93,18 | 1  |
| 3 | Sandra Abstreiter  | Allemagne  | 5  | 288 min 39 s | 13 | 2,70 | 92,86 | 1  |
| 4 | Emma Söderberg     | Suède      | 5  | 301 min 47 s | 13 | 2,58 | 92,35 | 1  |
| 5 | Anni Keisala       | Finlande   | 4  | 237 min 1 s  | 6  | 1,52 | 92,00 | 1  |
| 6 | Andrea Brändli     | Suisse     | 5  | 298 min 18 s | 16 | 3,22 | 91,62 | 0  |
| 7 | Riko Kawaguchi     | Japon      | 5  | 213 min 32 s | 11 | 3,09 | 90,52 | 0  |
| 8 | Miyuu Masuhara     | Japon      | 4  | 147 min 28 s | 13 | 5,29 | 88,89 | 0  |
| 9 | Ann-Renée Desbiens | Canada     | 5  | 302 min 59 s | 10 | 1,98 | 88,37 | 1  |
| 10 | Blanka Škodová     | Tchéquie   | 7  | 390 min 53 s | 21 | 3,22 | 88,14 | 0  |
| Nota : seules sont classées les gardiennes ayant joué au minimum 40 % du temps de jeu de leur équipe. |                    |            |    |              |    |      |       |    |

## Autres divisions

### Division I

#### Groupe A
La compétition est programmée du 16 au 22 avril 2023 à Shenzhen en Chine. Le 4 mars 2023, le tournoi est reporté à une date ultérieure en raison des restrictions de voyage dû au Covid-19. Le 22 mars 2023, l'IIHF annonce que le tournoi se déroulera du 20 au 26 août 2023, toujours à Shenzhen en Chine.
Légende :
- en gras, promu en division élite
- en italique, relégué en division IB
- Pr : Prolongations
- F : Tirs de fusillade

Pour les significations des abréviations, voir statistiques du hockey sur glace.
| Clt   | Équipe    | PJ | V | VP | D | DP | BP | BC | Diff | Pts |
| ----- | --------- | -- | - | -- | - | -- | -- | -- | ---- | --- |
| +001, | Chine P H | 5  | 5 | 0  | 0 | 0  | 14 | 6  | +8   | 15  |
| +002, | Danemark  | 5  | 3 | 0  | 2 | 0  | 14 | 8  | +6   | 9   |
| +003, | Autriche  | 5  | 3 | 0  | 2 | 0  | 8  | 5  | +3   | 9   |
| +004, | Pays-Bas  | 5  | 3 | 0  | 2 | 0  | 13 | 12 | +1   | 9   |
| +005, | Norvège   | 5  | 1 | 0  | 4 | 0  | 11 | 21 | -11  | 3   |
| +006, | Slovaquie | 5  | 0 | 0  | 5 | 0  | 4  | 12 | -8   | 0   |

| 20 août | Pays-Bas  | 1 | 6 | Danemark  | [ I 4 ]  |
| 20 août | Autriche  | 4 | 0 | Norvège   | [ I 5 ]  |
| 20 août | Chine     | 1 | 0 | Slovaquie | [ I 6 ]  |
| 21 août | Danemark  | 0 | 1 | Autriche  | [ I 7 ]  |
| 21 août | Slovaquie | 0 | 3 | Pays-Bas  | [ I 8 ]  |
| 21 août | Norvège   | 3 | 5 | Chine     | [ I 9 ]  |
| 23 août | Norvège   | 4 | 2 | Slovaquie | [ I 10 ] |
| 23 août | Pays-Bas  | 2 | 1 | Autriche  | [ I 11 ] |
| 23 août | Danemark  | 2 | 4 | Chine     | [ I 12 ] |
| 24 août | Norvège   | 3 | 6 | Pays-Bas  | [ I 13 ] |
| 24 août | Slovaquie | 1 | 2 | Danemark  | [ I 14 ] |
| 24 août | Autriche  | 0 | 2 | Chine     | [ I 15 ] |
| 26 août | Slovaquie | 1 | 2 | Autriche  | [ I 16 ] |
| 26 août | Danemark  | 4 | 1 | Norvège   | [ I 17 ] |
| 26 août | Chine     | 2 | 1 | Pays-Bas  | [ I 18 ] |

#### Groupe B
La compétition se déroule du 17 au 23 avril 2023 à Suwon en Corée du Sud.
Légende :
- en gras, promu en division IA
- en italique, relégué en division IIA
- Pr : Prolongations
- F : Tirs de fusillade

Pour les significations des abréviations, voir statistiques du hockey sur glace.
| Clt   | Équipe            | PJ | V | VP | D | DP | BP | BC | Diff | Pts |
| ----- | ----------------- | -- | - | -- | - | -- | -- | -- | ---- | --- |
| +001, | Corée du Sud H    | 5  | 4 | 1  | 0 | 0  | 14 | 15 | +9   | 14  |
| +002, | Pologne           | 5  | 4 | 0  | 0 | 1  | 8  | 7  | +1   | 12  |
| +003, | Italie            | 5  | 3 | 0  | 1 | 1  | 10 | 5  | +5   | 10  |
| +004, | Slovénie          | 5  | 1 | 1  | 3 | 0  | 10 | 14 | -4   | 5   |
| +005, | Grande-Bretagne P | 5  | 1 | 0  | 3 | 1  | 7  | 11 | -4   | 3   |
| +006, | Kazakhstan        | 5  | 0 | 0  | 5 | 0  | 4  | 11 | -7   | 0   |

| 17 avril | Grande-Bretagne | 1    | 0   | Kazakhstan      | [ I 20 ] |
| 17 avril | Slovénie        | 0    | 2   | Pologne         | [ I 21 ] |
| 17 avril | Corée du Sud    | 2 Pr | 1   | Italie          | [ I 22 ] |
| 18 avril | Kazakhstan      | 1    | 2   | Slovénie        | [ I 23 ] |
| 18 avril | Italie          | 2    | 0   | Grande-Bretagne | [ I 24 ] |
| 18 avril | Pologne         | 0    | 4   | Corée du Sud    | [ I 25 ] |
| 20 avril | Pologne         | 2    | 1   | Grande-Bretagne | [ I 26 ] |
| 20 avril | Italie          | 3    | 0   | Kazakhstan      | [ I 27 ] |
| 20 avril | Slovénie        | 2    | 4   | Corée du Sud    | [ I 28 ] |
| 22 avril | Italie          | 4    | 2   | Slovénie        | [ I 29 ] |
| 22 avril | Corée du Sud    | 3    | 2   | Grande-Bretagne | [ I 30 ] |
| 22 avril | Kazakhstan      | 2    | 3   | Pologne         | [ I 31 ] |
| 23 avril | Grande-Bretagne | 3    | 4 F | Slovénie        | [ I 32 ] |
| 23 avril | Kazakhstan      | 1    | 2   | Corée du Sud    | [ I 33 ] |
| 23 avril | Pologne         | 1    | 0   | Italie          | [ I 34 ] |

### Division II

#### Groupe A
La compétition se déroule du 1er au 7 avril 2023 à Mexico au Mexique.
Légende :
- en gras, promu en division IB
- en italique, relégué en division IIB
- forfait
- F : Tirs de fusillade

Pour les significations des abréviations, voir statistiques du hockey sur glace.
| Clt   | Équipe         | PJ | V | VP | D | DP | BP | BC | Diff | Pts |
| ----- | -------------- | -- | - | -- | - | -- | -- | -- | ---- | --- |
| +001, | Lettonie       | 4  | 4 | 0  | 0 | 0  | 21 | 3  | +18  | 12  |
| +002, | Espagne        | 4  | 3 | 0  | 1 | 0  | 17 | 6  | +11  | 9   |
| +003, | Mexique        | 4  | 2 | 0  | 2 | 0  | 5  | 16 | -11  | 6   |
| +004, | Taipei chinois | 4  | 0 | 1  | 3 | 0  | 5  | 9  | -4   | 2   |
| +005, | Islande P H    | 4  | 0 | 0  | 3 | 1  | 6  | 20 | -14  | 1   |
| -     | Corée du Nord  | 0  | 0 | 0  | 0 | 0  | 0  | 0  | 0    | 0   |

| 2 avril | Lettonie       | 3   | 2 | Taipei chinois | [ II 2 ]  |
| 2 avril | Mexique        | 0   | 6 | Espagne        | [ II 3 ]  |
| 3 avril | Islande        | 2   | 3 | Mexique        | [ II 4 ]  |
| 4 avril | Espagne        | 2   | 0 | Taipei chinois | [ II 5 ]  |
| 4 avril | Islande        | 0   | 6 | Lettonie       | [ II 6 ]  |
| 5 avril | Mexique        | 0   | 8 | Lettonie       | [ II 7 ]  |
| 6 avril | Espagne        | 8   | 2 | Islande        | [ II 8 ]  |
| 6 avril | Taipei chinois | 0   | 2 | Mexique        | [ II 9 ]  |
| 7 avril | Lettonie       | 4   | 1 | Espagne        | [ II 10 ] |
| 7 avril | Taipei chinois | 3 F | 2 | Islande        | [ II 11 ] |

#### Groupe B
La compétition se déroule du 20 au 26 février 2023 au Cap en Afrique du Sud. Suivant les séismes du 6 février en Turquie et en Syrie, la sélection turque déclare forfait pour le tournoi.
Légende :
- en gras, promu en division IIA
- en italique, relégué en division IIIA
- Forfait

Pour les significations des abréviations, voir statistiques du hockey sur glace.
| Clt   | Équipe           | PJ | V | VP | D | DP | BP | BC | Diff | Pts |
| ----- | ---------------- | -- | - | -- | - | -- | -- | -- | ---- | --- |
| +001, | Belgique P       | 4  | 4 | 0  | 0 | 0  | 19 | 4  | +15  | 12  |
| +002, | Australie        | 4  | 3 | 0  | 1 | 0  | 34 | 3  | +31  | 9   |
| +003, | Nouvelle-Zélande | 4  | 4 | 2  | 0 | 2  | 24 | 11 | +13  | 6   |
| +004, | Afrique du Sud H | 4  | 4 | 1  | 0 | 3  | 4  | 20 | -16  | 3   |
| +005, | Croatie          | 4  | 0 | 0  | 4 | 0  | 3  | 46 | -43  | 0   |
| -     | Turquie          | 0  | 0 | 0  | 0 | 0  | 0  | 0  | 0    | 0   |

| 20 février | Croatie          | 1  | 15 | Nouvelle-Zélande | [ II 14 ] |
| 20 février | Australie        | 10 | 0  | Afrique du Sud   | [ II 15 ] |
| 21 février | Belgique         | 10 | 1  | Croatie          | [ II 16 ] |
| 22 février | Belgique         | 1  | 0  | Australie        | [ II 17 ] |
| 22 février | Nouvelle-Zélande | 5  | 1  | Afrique du Sud   | [ II 18 ] |
| 23 février | Croatie          | 0  | 19 | Australie        | [ II 19 ] |
| 24 février | Nouvelle-Zélande | 2  | 4  | Belgique         | [ II 20 ] |
| 24 février | Afrique du Sud   | 2  | 1  | Croatie          | [ II 21 ] |
| 26 février | Australie        | 5  | 2  | Nouvelle-Zélande | [ II 22 ] |
| 26 février | Afrique du Sud   | 1  | 4  | Belgique         | [ II 23 ] |

### Division III

#### Groupe A
La compétition se déroule du 3 au 9 avril 2023 à Brașov en Roumanie.
Légende :
- en gras, promu en division IIB
- en italique, relégué en division IIIB
- F : Tirs de fusillade

Pour les significations des abréviations, voir statistiques du hockey sur glace.
| Clt   | Équipe     | PJ | V | VP | D | DP | BP | BC | Diff | Pts |
| ----- | ---------- | -- | - | -- | - | -- | -- | -- | ---- | --- |
| +001, | Hong Kong  | 5  | 4 | 0  | 0 | 1  | 18 | 9  | +9   | 13  |
| +002, | Ukraine    | 5  | 4 | 0  | 1 | 0  | 22 | 6  | +16  | 12  |
| +003, | Lituanie   | 5  | 3 | 1  | 1 | 0  | 25 | 10 | +15  | 11  |
| +004, | Roumanie   | 5  | 1 | 0  | 4 | 0  | 17 | 14 | +3   | 6   |
| +005, | Bulgarie H | 5  | 1 | 0  | 4 | 0  | 15 | 36 | -21  | 3   |
| +006, | Estonie P  | 5  | 0 | 0  | 5 | 0  | 2  | 24 | -22  | 0   |

| 3 avril | Lituanie  | 6  | 0   | Estonie   | [ III 2 ]  |
| 3 avril | Bulgarie  | 2  | 6   | Hong Kong | [ III 3 ]  |
| 3 avril | Roumanie  | 0  | 4   | Ukraine   | [ III 4 ]  |
| 4 avril | Estonie   | 2  | 6   | Bulgarie  | [ III 5 ]  |
| 4 avril | Ukraine   | 1  | 2   | Hong Kong | [ III 6 ]  |
| 4 avril | Lituanie  | 5  | 2   | Roumanie  | [ III 7 ]  |
| 6 avril | Lituanie  | 8  | 2   | Bulgarie  | [ III 8 ]  |
| 6 avril | Ukraine   | 5  | 0   | Estonie   | [ III 9 ]  |
| 6 avril | Roumanie  | 1  | 3   | Hong Kong | [ III 10 ] |
| 7 avril | Bulgarie  | 3  | 10  | Ukraine   | [ III 11 ] |
| 7 avril | Hong Kong | 4  | 5 F | Lituanie  | [ III 12 ] |
| 7 avril | Estonie   | 0  | 4   | Roumanie  | [ III 13 ] |
| 9 avril | Hong Kong | 3  | 0   | Estonie   | [ III 14 ] |
| 9 avril | Ukraine   | 2  | 1   | Lituanie  | [ III 15 ] |
| 9 avril | Roumanie  | 10 | 2   | Bulgarie  | [ III 16 ] |

#### Groupe B
La compétition se déroule du 26 au 31 mars 2023 à Tnuvot en Israël.
Légende :
- en gras, promu en Division IIIA

Pour les significations des abréviations, voir statistiques du hockey sur glace.
| Clt   | Équipe             | PJ | V | VP | D | DP | BP | BC | Diff | Pts |
| ----- | ------------------ | -- | - | -- | - | -- | -- | -- | ---- | --- |
| +001, | Serbie             | 4  | 4 | 0  | 0 | 0  | 37 | 2  | +35  | 12  |
| +002, | Israël             | 4  | 1 | 0  | 3 | 0  | 7  | 19 | -12  | 3   |
| +003, | Bosnie-Herzégovine | 4  | 1 | 0  | 3 | 0  | 6  | 29 | -23  | 3   |

| 26 mars | Serbie             | 5  | 1  | Israël             | [ III 18 ] |
| 27 mars | Israël             | 2  | 4  | Bosnie-Herzégovine | [ III 19 ] |
| 28 mars | Serbie             | 12 | 1  | Bosnie-Herzégovine | [ III 20 ] |
| 29 mars | Israël             | 0  | 9  | Serbie             | [ III 21 ] |
| 30 mars | Bosnie-Herzégovine | 1  | 4  | Israël             | [ III 22 ] |
| 31 mars | Bosnie-Herzégovine | 0  | 11 | Serbie             | [ III 23 ] |